# Анаеробна декомпозиција
Анаеробна декомпозиција је процес путем кога микроорганизми разлажу биоразградиве органске супстанце у једноставније материјале у одсуству кисеоника. Овај процес се користи у индустријске или кућне сврхе за управљање отпадом или за производњу горива. Већи део ферментације која се индустријски користи за производњу хране и пића, као и кућна ферментација, користи анаеробну дигестију.